# Octonion

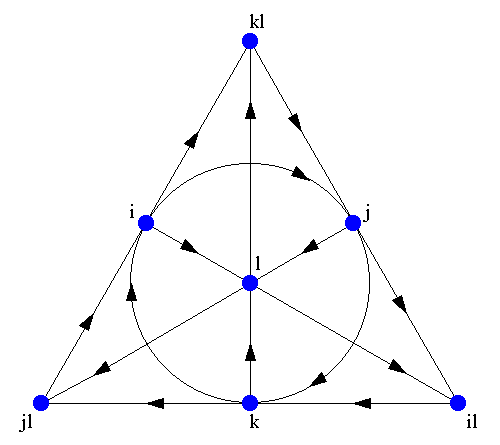
Geheugensteuntje van Fano voor de octonionen

In de wiskunde zijn de octonionen een niet-associatieve uitbreiding van de quaternionen. Hun 8-dimensionale genormeerde delingsalgebra over de reële getallen is de meest uitgebreide vorm, die men met behulp van de Cayley-Dickson-constructie kan ontwikkelen. De algebra van octonionen wordt vaak aangeduid met O, of in zogeheten schoolbordvet door {\displaystyle \mathbb {O} }.
Misschien omdat zij geen associatieve vermenigvuldiging kennen, ontvangen de octonionen soms minder aandacht dan de quaternionen. Ondanks het gebrek aan populariteit, zijn de octonionen gerelateerd aan een aantal exceptionele structuren in de wiskunde, waaronder de exceptionele Lie-groepen. Daarnaast hebben octonionen toepassingen gevonden in andere gebieden zoals de stringtheorie, speciale relativiteitstheorie en kwantumlogica.

## Geschiedenis
De octonionen werden in 1843 ontdekt door John T. Graves, een vriend van William Hamilton. Graves noemde ze octaven. Onafhankelijk werden zij ook ontdekt door Arthur Cayley, die een eerste artikel over octonionen publiceerde in 1845. Daarom verwijst men soms ook naar octonionen als Cayleygetallen of als de Cayleyalgebra.

## Definitie
De octonionen kunnen worden gezien als octetten (of 8-tupels) van reële getallen. Elke octonion is een reële lineaire combinatie van de eenheidsoctonionen {\displaystyle 1,i,j,k,l,m,n,o}. Dat houdt in dat elk octonion {\displaystyle x} geschreven kan worden in de vorm 
{\displaystyle x=x_{0}+x_{1}i+x_{2}j+x_{3}k+x_{4}l+x_{5}m+x_{6}n+x_{7}o}
met reële coëfficiënten {\displaystyle x_{0},x_{1},\ldots ,x_{7}}.
Optelling van octonionen wordt bereikt door de corresponderende coëfficiënten op te tellen, zoals men dit ook doet met de complex getallen en de quaternionen. Door de lineairiteit, wordt de vermenigvuldiging van octonionen volledig bepaald door de onderstaande vermenigvuldigingstafel voor de eenheidsoctonionen. 
|                       |                            | {\displaystyle e_{2}} | {\displaystyle e_{2}} | {\displaystyle e_{2}} | {\displaystyle e_{2}} | {\displaystyle e_{2}} | {\displaystyle e_{2}} | {\displaystyle e_{2}} | {\displaystyle e_{2}} |
|                       | {\displaystyle e_{1}e_{2}} | {\displaystyle 1}     | {\displaystyle i}     | {\displaystyle j}     | {\displaystyle k}     | {\displaystyle l}     | {\displaystyle m}     | {\displaystyle n}     | {\displaystyle o}     |
| --------------------- | -------------------------- | --------------------- | --------------------- | --------------------- | --------------------- | --------------------- | --------------------- | --------------------- | --------------------- |
| {\displaystyle e_{1}} | {\displaystyle 1}          | {\displaystyle 1}     | {\displaystyle i}     | {\displaystyle j}     | {\displaystyle k}     | {\displaystyle l}     | {\displaystyle m}     | {\displaystyle n}     | {\displaystyle o}     |
| {\displaystyle e_{1}} | {\displaystyle i}          | {\displaystyle i}     | {\displaystyle -1}    | {\displaystyle k}     | {\displaystyle -j}    | {\displaystyle m}     | {\displaystyle -l}    | {\displaystyle -o}    | {\displaystyle n}     |
| {\displaystyle e_{1}} | {\displaystyle j}          | {\displaystyle j}     | {\displaystyle -k}    | {\displaystyle -1}    | {\displaystyle i}     | {\displaystyle n}     | {\displaystyle o}     | {\displaystyle -l}    | {\displaystyle -m}    |
| {\displaystyle e_{1}} | {\displaystyle k}          | {\displaystyle k}     | {\displaystyle j}     | {\displaystyle -i}    | {\displaystyle -1}    | {\displaystyle o}     | {\displaystyle -n}    | {\displaystyle m}     | {\displaystyle -l}    |
| {\displaystyle e_{1}} | {\displaystyle l}          | {\displaystyle l}     | {\displaystyle -m}    | {\displaystyle -n}    | {\displaystyle -o}    | {\displaystyle -1}    | {\displaystyle i}     | {\displaystyle j}     | {\displaystyle k}     |
| {\displaystyle e_{1}} | {\displaystyle m}          | {\displaystyle m}     | {\displaystyle l}     | {\displaystyle -o}    | {\displaystyle n}     | {\displaystyle -i}    | {\displaystyle -1}    | {\displaystyle -k}    | {\displaystyle j}     |
| {\displaystyle e_{1}} | {\displaystyle n}          | {\displaystyle n}     | {\displaystyle o}     | {\displaystyle l}     | {\displaystyle -m}    | {\displaystyle -j}    | {\displaystyle k}     | {\displaystyle -1}    | {\displaystyle -i}    |
| {\displaystyle e_{1}} | {\displaystyle o}          | {\displaystyle o}     | {\displaystyle -n}    | {\displaystyle m}     | {\displaystyle l}     | {\displaystyle -k}    | {\displaystyle -j}    | {\displaystyle i}     | {\displaystyle -1}    |

De hier gegeven basis voor de octonionen is niet zo universeel als de standaard basis voor de quaternionen; bijna alle andere keuzes verschillen van de quaternionen alleen in orde en teken.

### Cayley-Dickson-constructie
Een meer systematische manier om octonionen te definiëren is door gebruik te maken van de Cayley-Dickson-constructie. Net zoals quaternionen gedefinieerd kunnen worden als paren van complexe getallen, kunnen de octonionen gedefinieerd worden als paren van quaternionen. Optelling is paarsgewijs gedefinieerd. Het product van twee paren quaternionen {\displaystyle (a,b)} en {\displaystyle (c,d)} wordt gedefinieerd door
{\displaystyle (a,b)(c,d)=(ac-d^{*}b,da+bc^{*})}
waar {\displaystyle z^{*}} de geconjugeerde van de quaternion {\displaystyle z} voorstelt. Deze definitie is equivalent aan de definitie die hierboven wordt gegeven wanneer de acht eenheidsoctonionen als paren worden geïdentifceerd
{\displaystyle 1=(1,0),i=(i,0),j=(j,0),k=(k,0),l=(0,1),m=(0,i),n=(0,j),o=(0,k)}